# دلیریوم

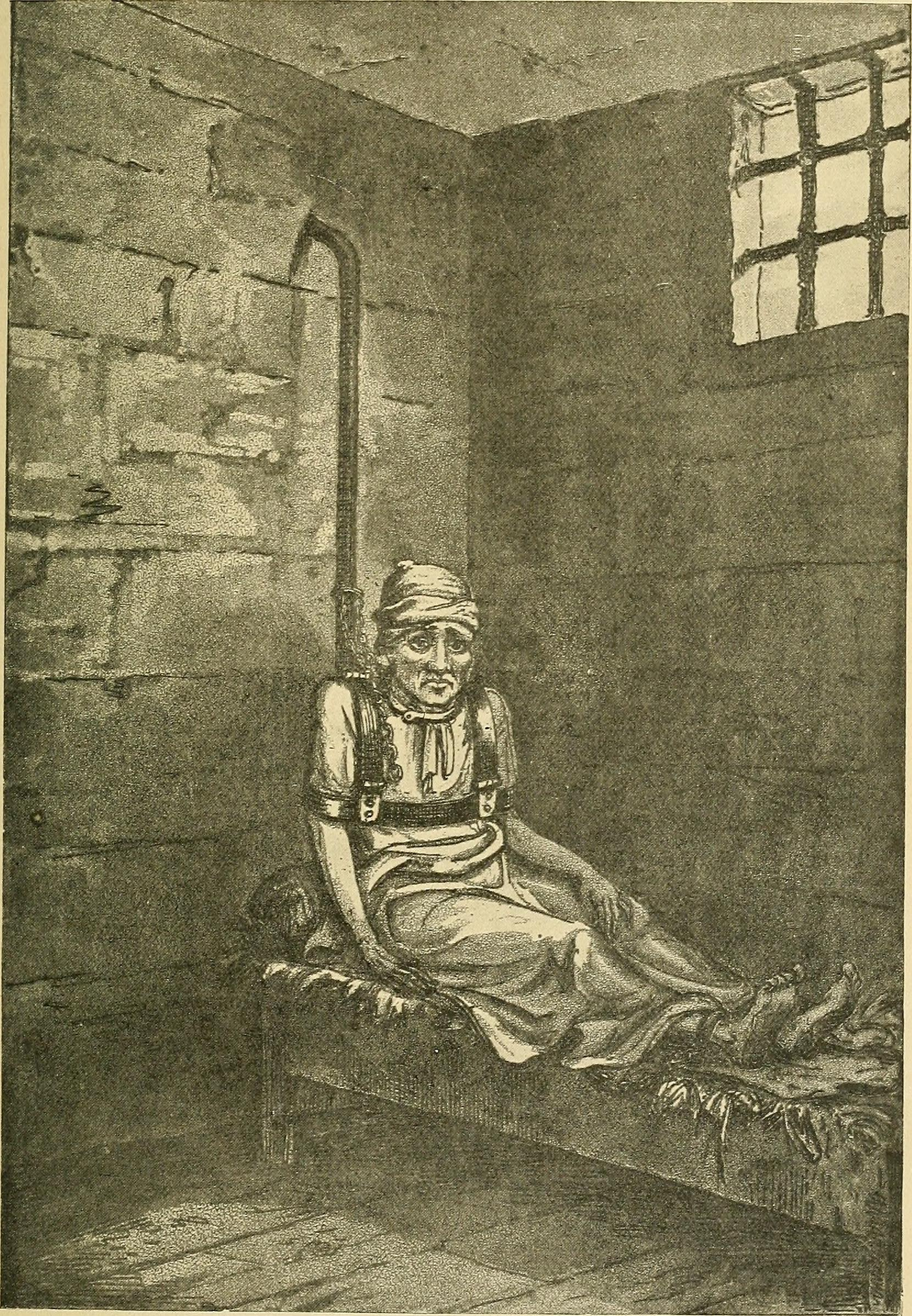
دلیریوم، از دست رفتن حاد توانایی‌های ذهنی است.

روان‌آشفتگی یا دلیریوم (به انگلیسی: Delirium) درحقیقت اختلال کلیِ اعمالِ شناختی و عدم هشیاری است. دلیریوم حاد است، (از چند ساعت تا چند روز) سیری کوتاه دارد و وقتی عوامل سببی حذف شوند، با بهبود سریع همراه است. درمان دلیریوم نیاز به شناسایی و مدیریت دلایل ایجاد آن، مدیریت علائم و کاهش عوارض دارد. در بعضی موارد، از روش‌های درمانی موقت یا علامتی برای آرامش فرد یا تسهیل مراقبت‌های دیگر (به عنوان مثال جلوگیری از بیرون کشیدن لوله تنفس) استفاده می‌شود. هنگامی که دلیریوم ناشی از ترک الکل یا ترک خواب‌آور است، بنزودیازپین‌ها برای درمان استفاده می‌شود.
اختلال در جهت‌یابی، عدم آگاهی نسبت به زمان و مکان، توهم، هذیان، خشم و عصبانیت، اضطراب و ترس از ویژگی‌های این اختلال است. این حالت پس از اعمال جراحی، سوختگی، بی‌خوابی، عفونت، اعتصاب در حرف زدن، تب، تصادف شدید، سقوط از ارتفاع، شکستگی یا خونریزی شدید یا پس از ترک مواد مخدر ممکن است توسط بیمار تجربه شود. دلیریوم ناشی از ترک مواد غالباً با بیش‌فعالی همراه است. این اختلال در هر سنی ممکن است بروز کند.
نوعی از روان‌آشفتگی، که ناشی از الکلیسم است و معمولاً به‌صورت نشانگان ترک در الکلی‌های کهنه‌کار دیده می‌شود، روان‌آشفتگیِ رعشه‌ای (delirium tremens) نام دارد.
در مطالعه ای که در بیمارستان رسول اکرم صورت گرفت و به بررسی مشاوره‌های روان‌پزشکی در بخش‌های مختلف پرداخته شد، مشاهده شد که ۸٫۱۱ درصد مشاوره‌ها به دلیل دلیریوم بوده است.

### تعریف
در کاربردهای رایج، دلیریوم اغلب برای اشاره به خواب آلودگی، بی‌نظمی و توهم استفاده می‌شود. با این حال، در اصطلاحات پزشکی، اختلال حاد در آگاهی/ توجه و اختلال شناختی ویژگی‌های اصلی دلیریوم است. چندین تعریف پزشکی از دلیریوم وجود دارد (از جمله در DSM و ICD-10)، اما ویژگی‌های اصلی یکسان هستند. در سال ۲۰۱۳، انجمن روان‌پزشکی آمریکا نسخه پنجم DSM را با معیارهای تشخیصی منتشر کرد:
- الف - اختلال در توجه و آگاهی. این یک علامت مورد نیاز است و شامل حواس‌پرتی، عدم توانایی در حفظ تمرکز توجه و کاهش سطح هوشیاری است.[۱۰]
- ب - شروع حاد است و علائم در طول شبانه روز نوسان دارد.
- ج - حداقل یک اختلال شناختی وجود دارد (اختلال در حافظه، جهت‌گیری، زبان، توانایی بینایی و ادراک).
- د) اختلالات (معیارهای A و C) توسط یک اختلال عصبی شناختی دیگری توضیح داده نمی‌شود.
- E. شواهدی وجود دارد که نشان می‌دهد اختلالات فوق «نتیجه فیزیولوژیکی مستقیم» وضعیت پزشکی دیگر، مسمومیت با مواد یا ترک آن، سموم یا ترکیبات مختلفی از دلایل است.

### علائم و نشانه‌ها
دلیریوم به صورت کاهش هوشیاریست و در آن اختلال حاد در آگاهی / توجه و شناخت وجود دارد. دلیریوم یک سندرم است که شامل مجموعه‌ای از علائم عصبی روانی است.
طیف وسیعی از ویژگی‌های بالینی عبارت‌اند از: کم‌توجهی یا کاهش هوشیاری (۱۰۰٪)، اختلال در حافظه (۶۴–۱۰۰٪)، عدم آگاهی از زمان و مکان (۴۱–۱۰۰٪)، شروع حاد (۹۳٪)، اختلال تفکر (۵۹–۹۵٪)، اختلال تکلم (۴۱–۹۳٪)، اختلال خواب (۲۵–۹۶٪)، خلق متغیر (۶۳–۴۳ ٪)، تغییرات در تحرک (به عنوان مثال بیش‌فعالی یا فعالیت کم) (۳۸–۵۵٪)، هذیان (۱۸–۶۸٪) و اختلال ادراکی و توهم (55- 17%).

### عوامل پیش‌بینی کننده
مهم‌ترین عوامل مستعدکننده عبارت‌اند از:
- سن بالا
- جنس مذکر
- اختلال شناختی / زوال عقل
- بیماری جسمی (سرطان، بیماری عروق مغزی)
- همبودی روان‌پزشکی (مثلاً افسردگی)
- محرومیت حسی (کاهش بینایی، کاهش شنوایی)
- مشکل حرکتی
- کم‌آبی / سوء تغذیه
- وابستگی به مواد
- وابستگی به الکل

## علت‌شناسی
برخی دلایل به‌وجود آمدن روان‌آشفتگی شامل موارد زیر است:
1. آسیب مغزی (آنسفالوپاتی) سمی: به‌دلیل سم برونزاد مانند الکل یا سموم اندوژن مانند بالا رفتن اوره در بدن
2. آسیب مغزیِ متابولیک: پرکاری تیروئید، کاهش الکترولیت‌ها مانند پتاسیم و کاهش برخی ویتامین‌ها مانند ب۲
3. آسیب مغزیِ عفونی: بیماری‌هایی مانند آنسفالیت و حصبه
4. آسیب مغزیِ تروماتیک: هر عاملی که موجب تروما به ناحیهٔ مغزی باشد، مانند ضربه مغزی یا صاعقه
5. آسیب مغزیِ هیپوکسیک: هرنوع بیماری و آسیب که باعث کاهش اکسیژن مغز باشد
6. ایدز

ناقل عصبی که احتمالاً در این اختلال نقش دارد «استیل‌کولین» است.

### پیشگیری
با استفاده از یک رویکرد چند وجهی می‌توان میزان دلیریوم را ۲۷ درصد در سالمندان کاهش داد.
ممکن است با استفاده از روش‌های غیر دارویی که بر روی عوامل خطرزا از جمله یبوست، کمبود آب، میزان اکسیژن کم، بی‌تحرکی، نقص بینایی یا شنوایی، کمبود خواب، کاهش عملکرد و از بین بردن یا به حداقل رساندن داروهای مشکل‌ساز از دلیریوم پیشگیری کرد. محیط درمانی مناسب (به عنوان مثال مراقبت فردی، برقراری ارتباط مناسب؛ روشنایی مناسب در طول روز؛ ترویج بهداشت خواب، به حداقل رساندن سر و صدای اضافه و نور در شب؛ داشتن اشیاء آشنا مانند عکس‌های خانوادگی ، کنترل درد) می‌تواند در جلوگیری از دلیریوم سودمند باشد.

## یک مورد خاص از دلیریوم حاد
۱۲ نفر از روانپزشکان، ۵ نفر از فوق تخصصان اعتیاد و تعدادی از پژوهشگران علوم اعصاب با همراهی ۶ دکتر پرستار متخصص اعصاب و روان در تحقیقات روانپزشکی بیمارستان ابن سینای مشهد، فرد ۲۰ ساله‌ای که از ۱۲ سالگی به اختلال اضطراب فراگیر، اختلال پانیک و افسردگی اساسی مبتلاء بوده است و از حدود ۱۵ سالگی اقدام به مصرف انواع قرص اعصاب و روان به گونه پراکنده و اصطلاحاً بی مجوز به مقادیر مختلف و بسیار زیاد خارج از محدوده عادی و بدون تجویز پزشک داشته است پس از چند سال که داروها بی اثر شده‌اند، به مصرف داروهای کلونازپام(حدوداً ۲۴ میلی‌گرم در روز!)، کدئین(بیش از ۱۰۰ میلی‌گرم در روز!) و مصرف سیگار تنباکو روی آورد. این اقدامات باعث ابتلای  مجدد او به اختلالات روانی شده بود. لذا جهت ترک اعتیاد به گونه خودمعرف به کلینیک ترک اعتیاد TC مراجعه می کند، پس از گذشت ۴ روز ناگهان حالت های سایکوزیس و به خصوص دلیریوم شدیدی در وی ایجاد شد تا آنجا که او  به طور ناگهانی بیهوش شده و مسئولین آنجا او را با زنگ زدن به اورژانس به بیمارستان دولتی اصلی شهر می برند. او بعد از رسیدن به بیمارستان تشخیص داده می شود که به کُمای تقریباً سبکی فرو رفته و انتظار می رود ظرف نهایتاً ۵ روز آینده هوشیاری کامل خود را به دست می آورد، وی در عرض ۳ روز از حالت کما خارج می شود. اما هنوز توهم و هذیان های دلیریومی را دارد. با انتقال به بخش روان‌پزشکی بیمارستان که خود یک پاراکلینیک تقریباً بزرگ بوده است، پرستاران متخصص از او خواستار کسب اطلاعات فردی مانند:نزدیک ترین شماره تماسی که به ذهنش خطور می کند، کد ملی و شناسهِ شناسنامه و امثال آنها را جویا می شوند. حالات چهره‌اش اصلاً ثبات ندارد و آشفته و به هم ریخته است. بیمار نام و نام خانوادگی خود را به آنها می گوید، جالب اینجاست که حتی از مکان آگاهی داشته و می گوید اینجا بخش روانی فلان بیمارستان است! وی به طور زیادی به افیون اعتیاد ندارد و بیشتر برای ترک قرص های اعصاب و روان به کلینیک ترک مراجعه کرده بوده است. اما پزشک و گروه پرستاران به اشتباه گمان می کنند که او یک فرد به شدت معتاد بوده و دلیریوم حاد را به آن نسبت می دهند! بنابر این دوزهای بالایی از مواد مخدر اغلب افیونی به وی تزریق وریدی کردند. اندکی متادون و شربت اپیوم نیز به او دادند. حال بیمار به میزان ۲۸٪ بهتر شد. نکته جالب تر این است که مسئولان کلینیک ترک اعتیاد هیچ اطلاعاتی از بیمار به مسئولین بیمارستان نداده بودند! و او را به حال خود رها کردند. با توجه به اینکه بیمار آگاهی مکانی داشت، تیم پرستاری گمان کردند که او احتمالاً قبلاً در آنجا بستری بوده است. سپس یک به یک پرونده ها را بررسی کردند و یک شخص به نام الف.الف(نام او جهت مسائل خصوصی و شخصی به طور کامل بیان نمی شود) را با چهره تطابق دادند و بالاخره متوجه شدند که او ۳ بار دیگر آنجا مدت کوتاهی بستری بوده است و علت بستری نیز همان مصرف بی رویه قرص و اختلالات روانی بوده است. در زمان معاینه توسط پزشک متخصص، بیمار هنوز در حالت حاد دلیریوم قرار داشت اما نسبت به زمان حضور در کلینیک اعتیاد؛ ارزیابی شد که بین ۲۴ تا ۳۸ درصد بهتر شده است. در آن بیمارستان که بزرگترین مجموعه درمانی و آموزشی پس از دانشگاه علوم پزشکی و خدمات درمانی آن شهر و یک بیمارستان خصوصی بسیار بزرگ دیگر بود، برترین بیمارستان دولتی استان به شمار میرفت. جدای از این مسائل‌، تیم پرستاری تشخیص نیمه قطعی ابتلاء به مننژیت را دادند!
به التهاب قشر مغز یا همان مننژها توسط عوامل بیماری‌زا، مننژیت(به انگلیسی: Manengites)گفته می شود. چون بیمار سن کمی داشت، اما پس از ۳ روز به والدین او اطلاع دادند و آنها رضایت دادند که به توصیه تیم پزشکی این آزمایشات گسترده که مایع مغزی-نخاعی، سی‌تی اسکن مغز، اِم.آر.آی مغز و آزمایش های کامل خون مانند CBC را انجام دهند. پس از اعلام نتایج هیچگونه عامل بیماری‌زا حداقل در سیستم عصبی مرکزی یافت نشد. مغز و نخاع به حالت طبیعی بودند و آزمایش شمارش کامل خون(CBC) نیز همه پارامترها کاملاً در محدوده نرمال قرار داشتند. والدین بیمار که سراغ او رفتند کمی دهشتناک و بسیار ناراحت بودند زیرا علاوه بر احساساتی شدن، چهره سیاه‌سوخته و پژمرده او سبب نگرانی آنها بود.
در زمان مشکوکیت تیم پرستاران به مننژیت یا آنسفالیت و سایر ویروس‌ها که از سد خونی-مغزی می گذرد، به انجام آزمایش‌ها پرداختند.

### درمان
درمان دلیریوم شامل دو راهکار اصلی است: ۱. تشخیص و درمان مشکل پزشکی زمینه‌ای ۲. مدیریت اختلالات رفتاری. درمان شامل بهبود اکسیژن رسانی، هیدراتاسیون، تغذیه، الکترولیت‌ها / متابولیت‌ها، راحتی، بهبود حرکت ، کنترل درد، کاهش استرس، مدیریت سطح داروهاست.

#### مداخلات غیردارویی
این مداخلات اولین گام برای مدیریت دلیریوم است. علاوه بر درمان دلایل تهدید کننده زندگی (به عنوان مثال O ۲ پایین، فشار خون پایین، گلوکز پایین، کمبود آب)، مداخلات شامل بهینه‌سازی محیط بیمارستان با کاهش سر و صدای محیط، تأمین نور مناسب، ارائه تسکین درد، ترویج خواب سالم و چرخه‌های خواب و بیداری مناسب و به حداقل رساندن تغییرات اتاق است.
خانواده، دوستان و سایر مراقبان می‌توانند اطمینان خاطر مکرر، یادآوری مکرر زمان و مکان، تحریک شناختی (به عنوان مثال ویزیت منظم، اشیاء آشنا، ساعت، تقویم، و غیره) ارائه دهند و وسیله ای برای درگیر شدن فرد با محیط در اختیارش قرار گیرد (مثلاً سمعک و عینک). بعضی اوقات ممکن است تکنیک‌های کلامی و غیرکلامی برای ارائه اطمینان خاطر و آرام کردن شخصی که دچار دلیریوم می‌شود لازم باشد. مهار به‌ندرت باید به عنوان مداخله ای برای دلیریوم استفاده شود. تنها موارد استفاده از مهار، حمایت از مداخلات پایدار کننده زندگی، مانند لوله‌های تراشه است.

#### داروها
شواهد در مورد اثربخشی داروها (از جمله داروهای ضد روانپریشی و بنزودیازپین‌ها) در درمان دلیریوم ناکافی است.
هالوپریدول با دوز کم در صورت استفاده کوتاه مدت (یک هفته یا کمتر)، بیشترین داروی مورد مطالعه و استاندارد برای دلیریوم است. شواهدی برای اثربخشی داروهای ضد روانپریشی آتیپیک (مثل ریسپریدون، اولانزاپین و کوئیتاپین) وجود دارد که عوارض جانبی کمتری دارد